# Crypsinus daweishanensis
Crypsinus daweishanensis là một loài thực vật có mạch trong họ Polypodiaceae. Loài này được (S.G. Lu) X. Cheng mô tả khoa học đầu tiên năm 2005.